# 焦嵩
焦嵩（?—?），西晉安定人，曾任镇西将军、安定太守。劉曜軍隊逼近長安，尚書左僕射麹允向焦嵩告急，要求其出兵援助。焦嵩與麹允關係不和，不願及時出兵。後來長安被劉曜攻陷，晉愍帝和麹允都被劉曜俘虜。不久焦嵩也被劉曜消滅。

## 延伸阅读
[在维基数据编辑]
 《晉書·卷089》，出自房玄齡《晉書》